# Lachapelle-sous-Rougemont
Lachapelle-sous-Rougemont est une commune française située dans l'aire d'attraction de Mulhouse et dans le département du Territoire de Belfort, la région culturelle et historique de Franche-Comté et la région administrative Bourgogne-Franche-Comté
Ses habitants sont appelés les Chapelons.

## Géographie
La commune est située sur la route de Belfort à Colmar, la RN 83, à quelques kilomètres au sud du massif des Vosges.

### Climat
Pour des articles plus généraux, voir Climat de la Bourgogne-Franche-Comté et Climat du Territoire de Belfort.
En 2010, le climat de la commune est de type climat des marges montargnardes, selon une étude du Centre national de la recherche scientifique s'appuyant sur une série de données couvrant la période 1971-2000. En 2020, Météo-France publie une typologie des climats de la France métropolitaine dans laquelle la commune est exposée à un climat semi-continental et est dans la région climatique  Vosges, caractérisée par une pluviométrie très élevée (1 500 à 2 000 mm/an) en toutes saisons et un hiver rude (moins de 1 °C). 
Pour la période 1971-2000, la température annuelle moyenne est de 9,7 °C, avec une amplitude thermique annuelle de 17,3 °C. Le cumul annuel moyen de précipitations est de 1 062 mm, avec 11,1 jours de précipitations en janvier et 10 jours en juillet. Pour la période 1991-2020, la température moyenne annuelle observée sur la station météorologique de Météo-France la plus proche, « Felon_sapc », sur la commune de Felon à 3 km à vol d'oiseau, est de 10,3 °C et le cumul annuel moyen de précipitations est de 1 056,1 mm. 
La température maximale relevée sur cette station est de 38 °C, atteinte le 7 août 2015 ; la température minimale est de −19,3 °C, atteinte le 20 décembre 2009,,. 
Les paramètres climatiques de la commune ont été estimés pour le milieu du siècle (2041-2070) selon différents scénarios d'émission de gaz à effet de serre à partir des nouvelles projections climatiques de référence DRIAS-2020. Ils sont consultables sur un site dédié publié par Météo-France en novembre 2022.

## Urbanisme

### Typologie
Au 1er janvier 2024, Lachapelle-sous-Rougemont est catégorisée commune rurale à habitat dispersé, selon la nouvelle grille communale de densité à sept niveaux définie par l'Insee en 2022.
Elle est située hors unité urbaine. Par ailleurs la commune fait partie de l'aire d'attraction de Mulhouse, dont elle est une commune de la couronne,. Cette aire, qui regroupe 132 communes, est catégorisée dans les aires de 200 000 à moins de 700 000 habitants,.

### Occupation des sols
L'occupation des sols de la commune, telle qu'elle ressort de la base de données européenne d’occupation biophysique des sols Corine Land Cover (CLC), est marquée par l'importance des territoires agricoles (65,2 % en 2018), en diminution par rapport à 1990 (67 %). La répartition détaillée en 2018 est la suivante : 
terres arables (35,8 %), forêts (25,3 %), zones agricoles hétérogènes (21,5 %), zones urbanisées (9,5 %), prairies (7,9 %). L'évolution de l’occupation des sols de la commune et de ses infrastructures peut être observée sur les différentes représentations cartographiques du territoire : la carte de Cassini (XVIIIe siècle), la carte d'état-major (1820-1866) et les cartes ou photos aériennes de l'IGN pour la période actuelle (1950 à aujourd'hui).

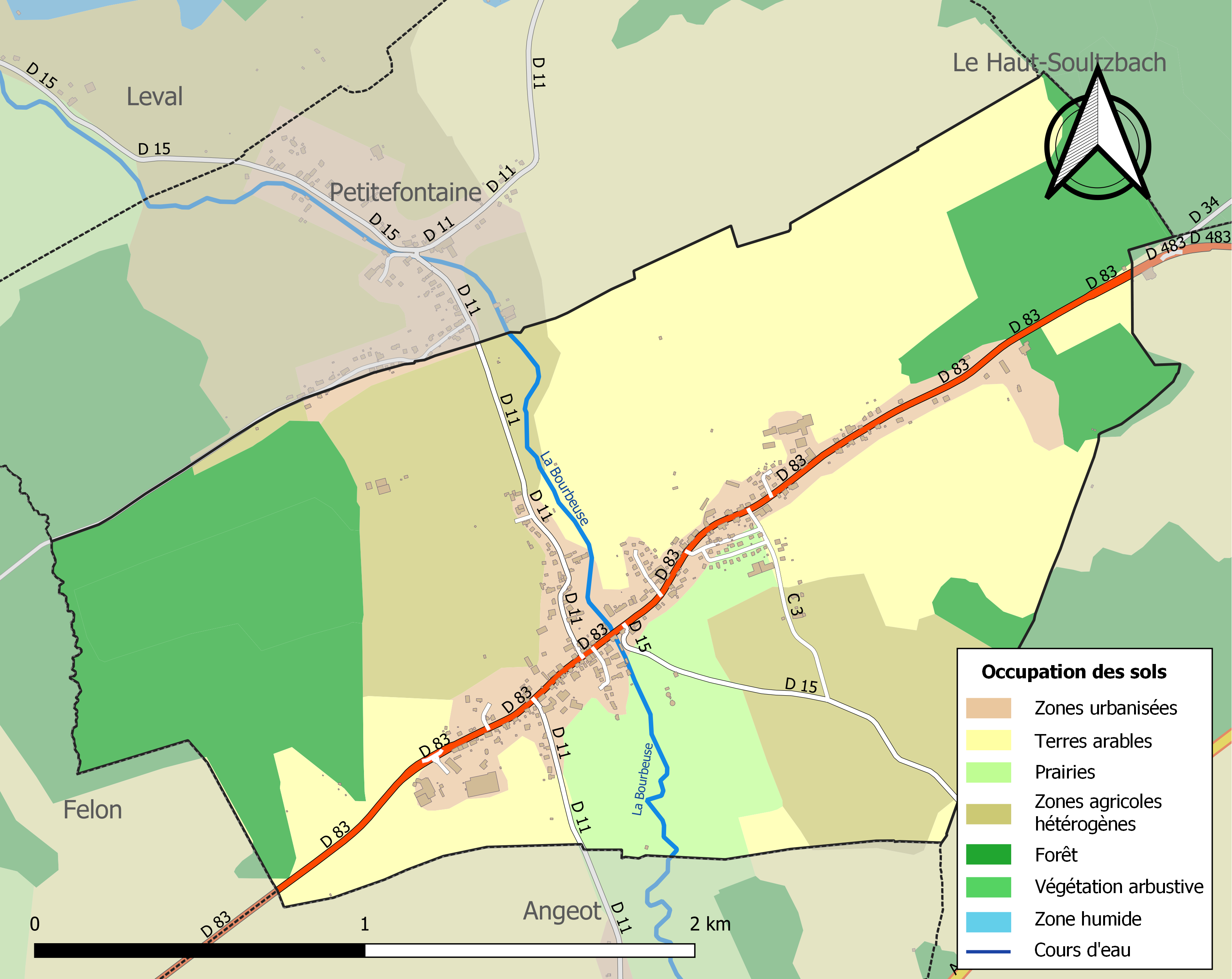
Carte des infrastructures et de l'occupation des sols de la commune en 2018 (CLC).

## Toponymie
- Capella (1214), Ecclesiam de villa que Capella nuncupatur (1234), A la Chapelle vers Roigemont (1295), Capel (1576), Capplen (1579).
- En allemand : Welschen Kappelen[13].

Lachapelle trouve son origine dans sa première partie dans le latin Capella qui désigne une chapelle. Nom porté dans des régions assez diverses. Lachapelle, toponyme très répandu en France. Variantes : Lachapèle, La Chappelle.

## Histoire

### Faits historiques

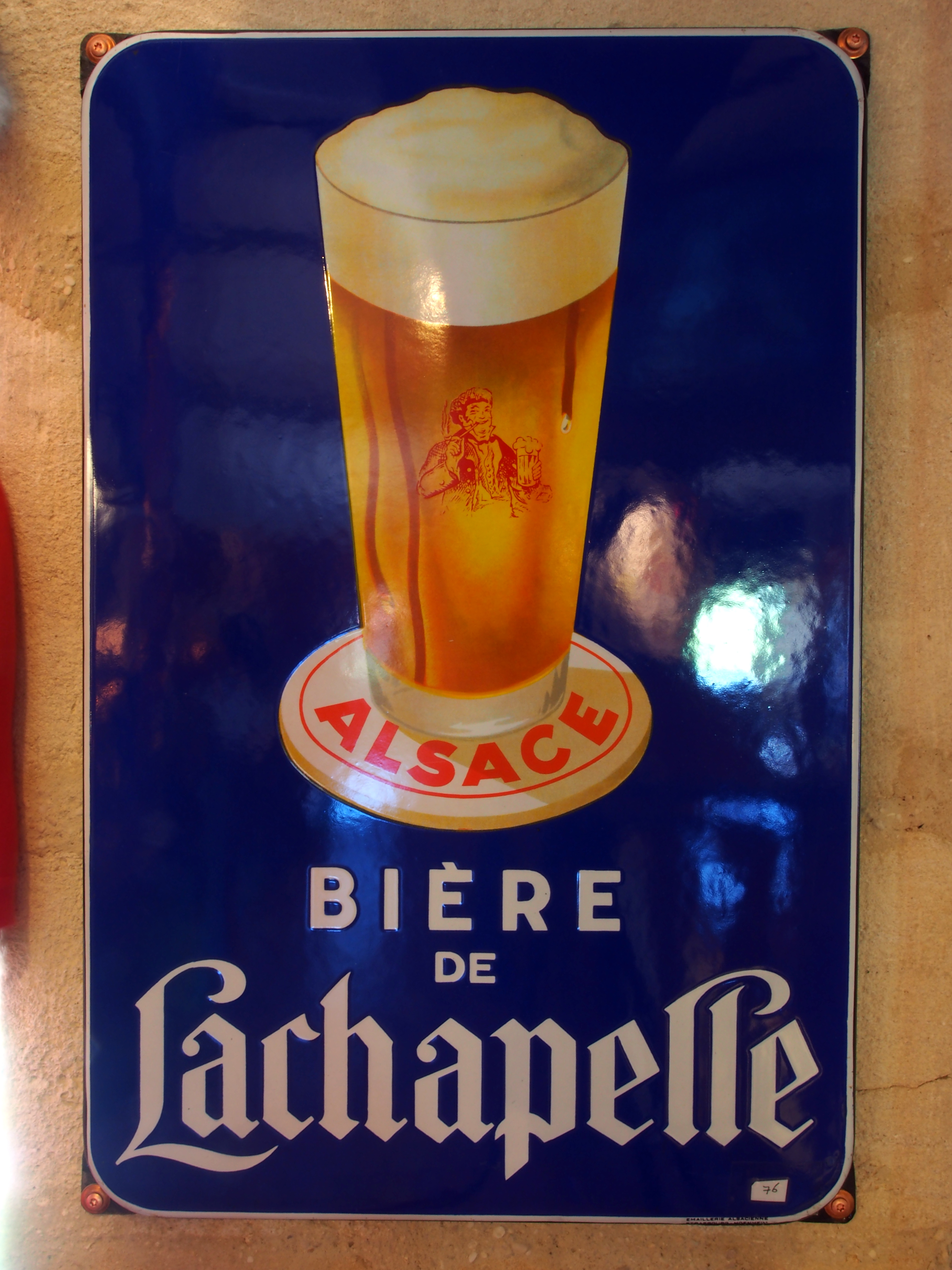
Plaque publicitaire de la bière de Lachapelle.

Le nom du village Capella est mentionné dès la fin du XIe siècle. Il faisait alors partie de la seigneurie de Rougemont.
Du fait de sa situation à 15 km de Belfort, Lachapelle a constitué un relais de poste et un gîte d'étape fréquenté. À l'époque de la Restauration, en 1818 un petit séminaire est créé qui fonctionna jusqu'à la guerre de 1870. Devenu collège libre en 1873, il accueillait en 1882 environ 300 élèves alsaciens qui venait y étudier en français pour échapper à la germanisation de leur province. À cette époque, le village comptait 1001 habitants et faisait partie du canton de Fontaine. C'est sans doute la consommation de bière par les voyageurs dans les nombreuses auberges de la localité qui poussa la famille Grisez à construire en 1835 une brasserie à l'entrée du village en venant de Belfort. Cette brasserie réputée cessa son activité en 1962, victime de la concentration industrielle. De 1893 à 1961 un atelier de forgeage, les Établissements Woerlin, fabriquaient des pointes de navettes pour les métiers à tisser.
En 1914, Lachapelle fut reliée à Belfort par une branche du chemin de fer local à voie métrique passant par Les Errues. Dès le début de la guerre, la ligne fut prolongée par le génie militaire jusqu'au village alsacien de Sentheim. Elle fut utilisée de façon intensive pendant toute la durée du conflit pour transporter matériel, troupes, ravitaillement, munitions... les trains étant tractés par des locomotives électriques, plus discrètes que les machines à vapeur qui auraient été immédiatement repérées par l'ennemi tout proche.

### Héraldique
| Armes de Lachapelle-sous-Rougemont | Les armes peuvent se blasonner ainsi : de gueules au clocher d'or posé sur une terrasse rocheuse de sinople, chapé cousu d'azur chargé de deux étoiles de six rais aussi d'or. |

## Politique et administration
| Période                                  | Période   | Identité               | Étiquette | Qualité |
| ---------------------------------------- | --------- | ---------------------- | --------- | ------- |
| Les données manquantes sont à compléter. |           |                        |           |         |
| 1828                                     |           | Guillaumé              |           |         |
| 1884                                     | 1888      | Eugène Grisez          |           |         |
| 1888                                     | 1896      | Joseph Grisez          |           |         |
| 1896                                     | 1909      | Eugène Grisez          |           |         |
| 1909                                     | 1919      | Jean-Baptiste Tacquard |           |         |
| 1919                                     | 1932      | Paul Tacquard          |           |         |
| 1932                                     | 1935      | Pierre Tacquard        |           |         |
| 1935                                     | 1944      | Armand Hanauer         |           |         |
| 1944                                     | 1945      | Pierre Crave           |           |         |
| 1945                                     | 1959      | Xavier Finck           |           |         |
| 1959                                     | 1983      | Pierre Antoine         |           |         |
| 1983                                     | 1995      | André Beaudroit        |           |         |
| 1995                                     | mars 2014 | Jean-Louis Buchwalter  |           |         |
| mars 2014                                | En cours  | Éric Parrot            |           |         |

## Population et société

### Démographie
L'évolution du nombre d'habitants est connue à travers les recensements de la population effectués dans la commune depuis 1793. Pour les communes de moins de 10 000 habitants, une enquête de recensement portant sur toute la population est réalisée tous les cinq ans, les populations de référence des années intermédiaires étant quant à elles estimées par interpolation ou extrapolation. Pour la commune, le premier recensement exhaustif entrant dans le cadre du nouveau dispositif a été réalisé en 2007.

En 2022, la commune comptait 554 habitants, en évolution de −5,78 % par rapport à 2016 (Territoire de Belfort : −2,78 %, France hors Mayotte : +2,11 %).
| 1793 | 1800 | 1806 | 1821 | 1831 | 1836 | 1841 | 1846 | 1851 |
| ---- | ---- | ---- | ---- | ---- | ---- | ---- | ---- | ---- |
| 394  | 281  | 450  | 614  | 714  | 725  | 694  | 778  | 850  |

| 1856 | 1861 | 1866 | 1872 | 1876  | 1881 | 1886 | 1891 | 1896 |
| ---- | ---- | ---- | ---- | ----- | ---- | ---- | ---- | ---- |
| 758  | 795  | 855  | 627  | 1 001 | 740  | 810  | 578  | 554  |

| 1901 | 1906 | 1911 | 1921 | 1926 | 1931 | 1936 | 1946 | 1954 |
| ---- | ---- | ---- | ---- | ---- | ---- | ---- | ---- | ---- |
| 558  | 565  | 539  | 507  | 501  | 440  | 406  | 375  | 463  |

| 1962 | 1968 | 1975 | 1982 | 1990 | 1999 | 2006 | 2007 | 2012 |
| ---- | ---- | ---- | ---- | ---- | ---- | ---- | ---- | ---- |
| 496  | 441  | 409  | 403  | 404  | 460  | 503  | 509  | 583  |

| 2017 | 2022 | - | - | - | - | - | - | - |
| ---- | ---- | - | - | - | - | - | - | - |
| 580  | 554  | - | - | - | - | - | - | - |

## Lieux et monuments
- L'église Saint-Vincent.

| Dont la couverture du clocher a été réalisé par Willy POLLER |

### Manifestations culturelles et festivités
- Association Lachapelloise : organisation d'un marché aux fleurs le 1er week-end de mai ; décoration et mise en valeur du village pour les fêtes de Noël.

## Patrimoine et lieux touristiques

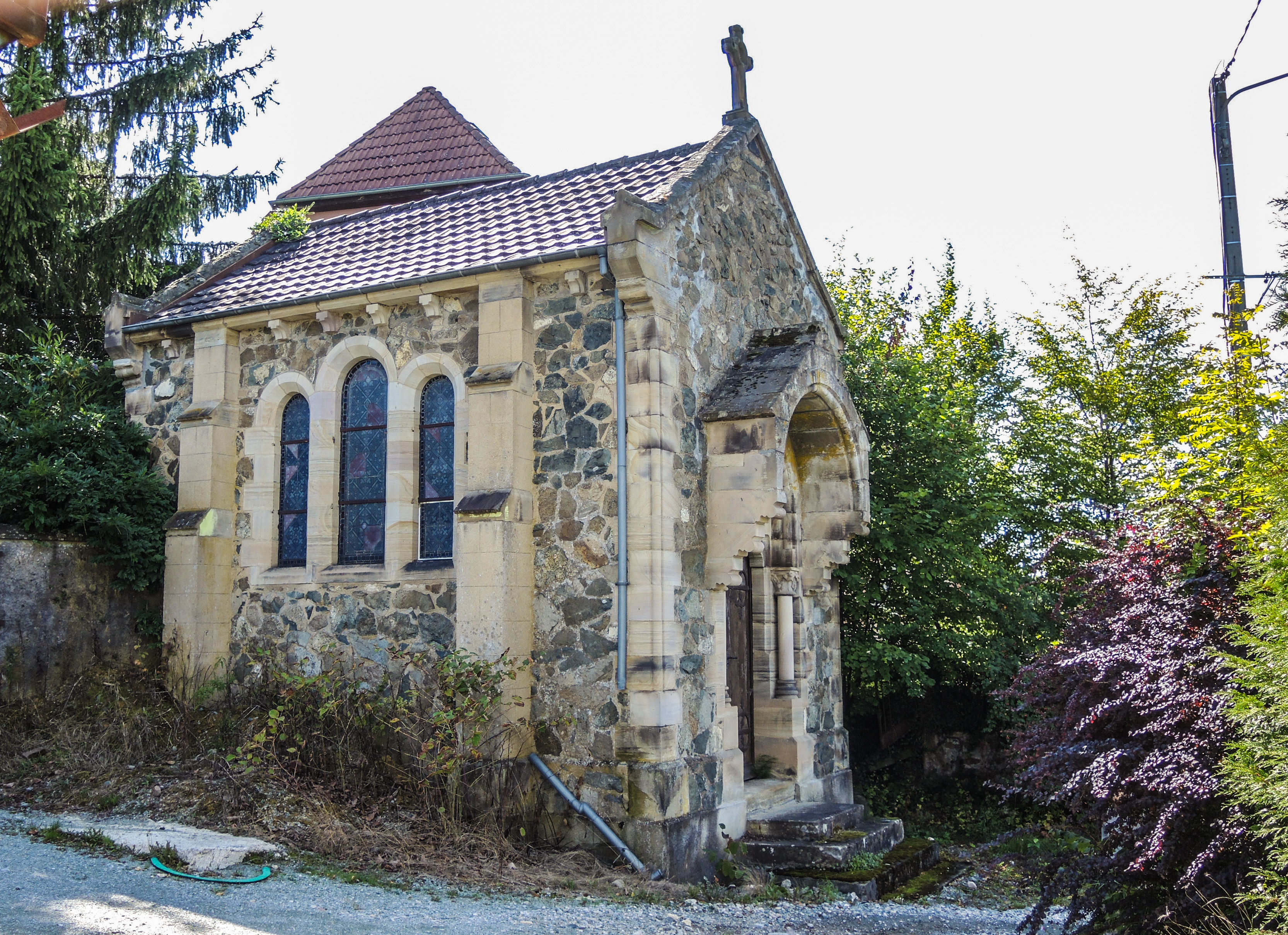
Chapelle Grisey

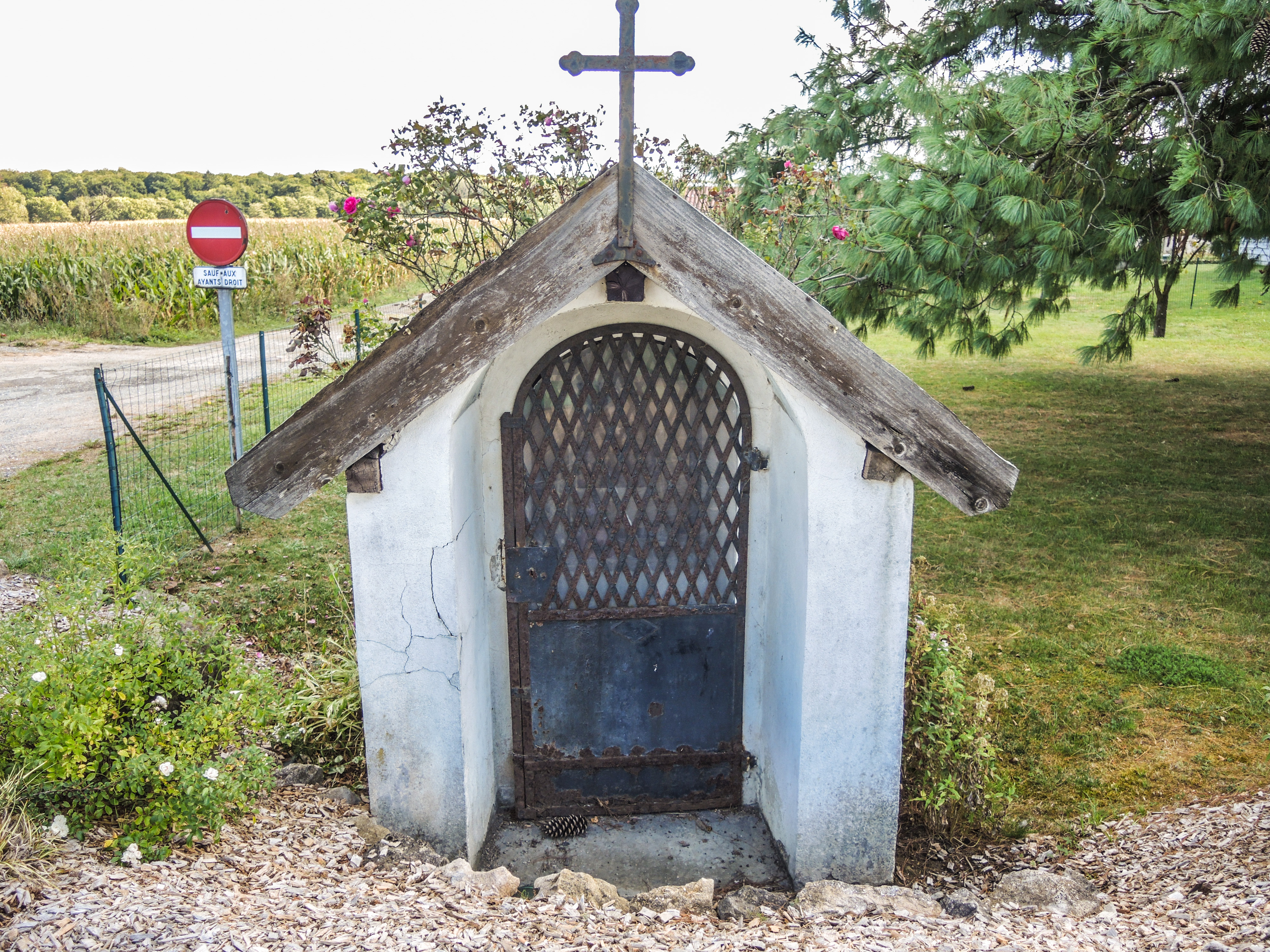
Chapelle à la sortie est du village.

- Chapelle GriseyChapelle à la sortie est du village.Orgue Callinet, dans l'église.Ancienne Brasserie Grisez

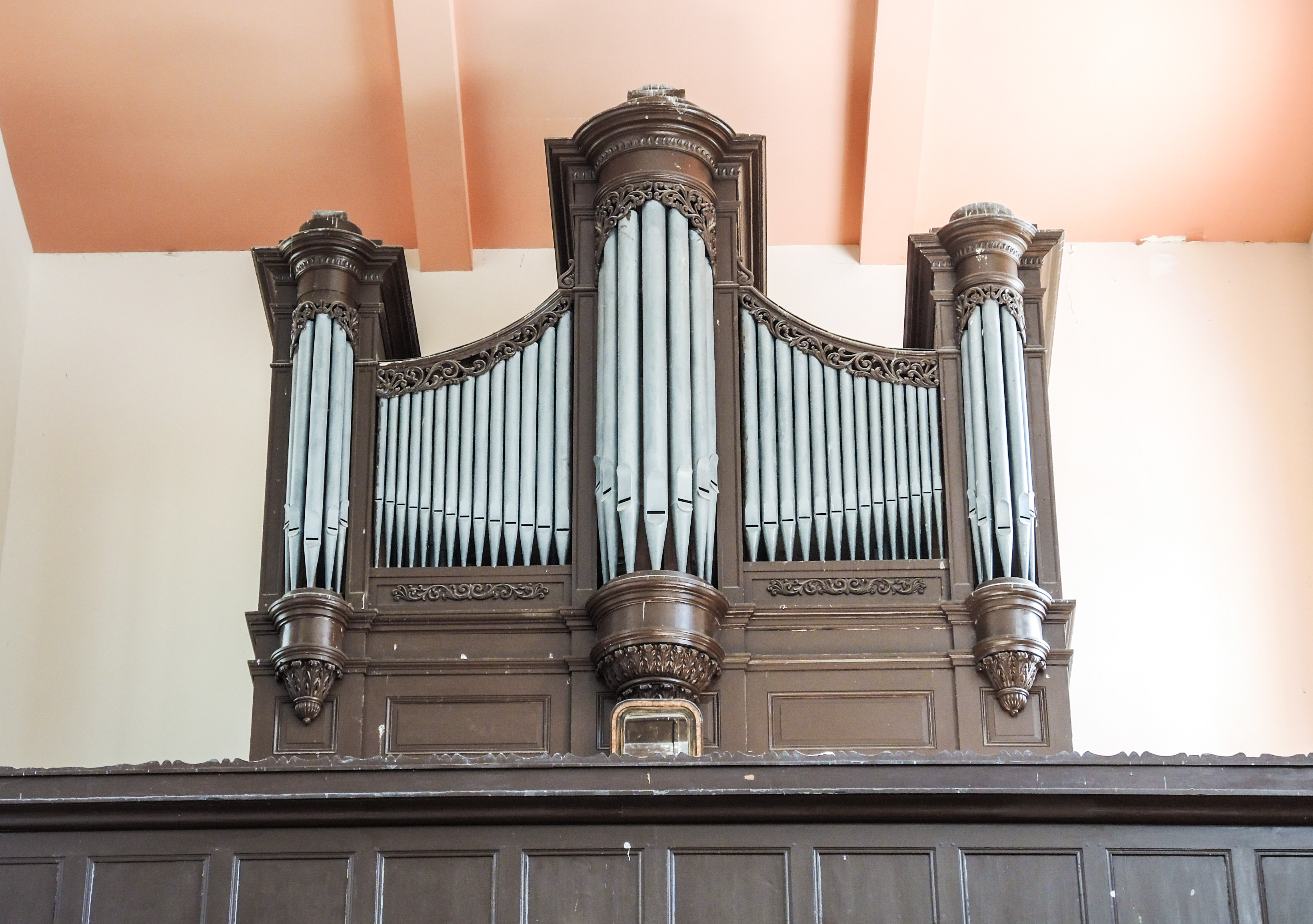
Orgue Callinet, dans l'église.

- Maison Vauban
- Chapelle
- Orgue Calinet (église)
- Lac de la Seigneurie (camping)

## Pour approfondir